# Theophilos Hadjimichaïl
Theóphilos Hadjimichaíl (en grec moderne : Θεόφιλος Χατζημιχαήλ) est un peintre naïf grec dit aussi le naïf de Mytilène, né entre 1867 et 1870 à Variá (el) et mort en 1934. 
Il portait le patronyme de sa mère ; son père, Gabriel Kefalas, était cordonnier. Très tôt, il s'est intéressé à la peinture. À 18 ans, il quitte son île pour Smyrne,  où il est employé au consulat.

Quelques œuvres.
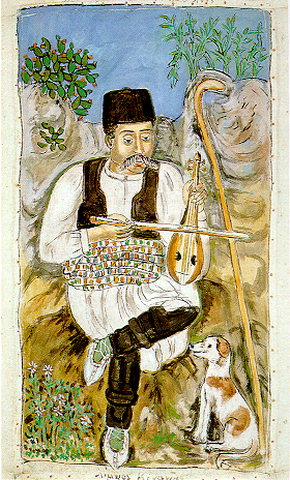
Joueur de lyre de Lemnos Musée Theophilos, Mytilène.
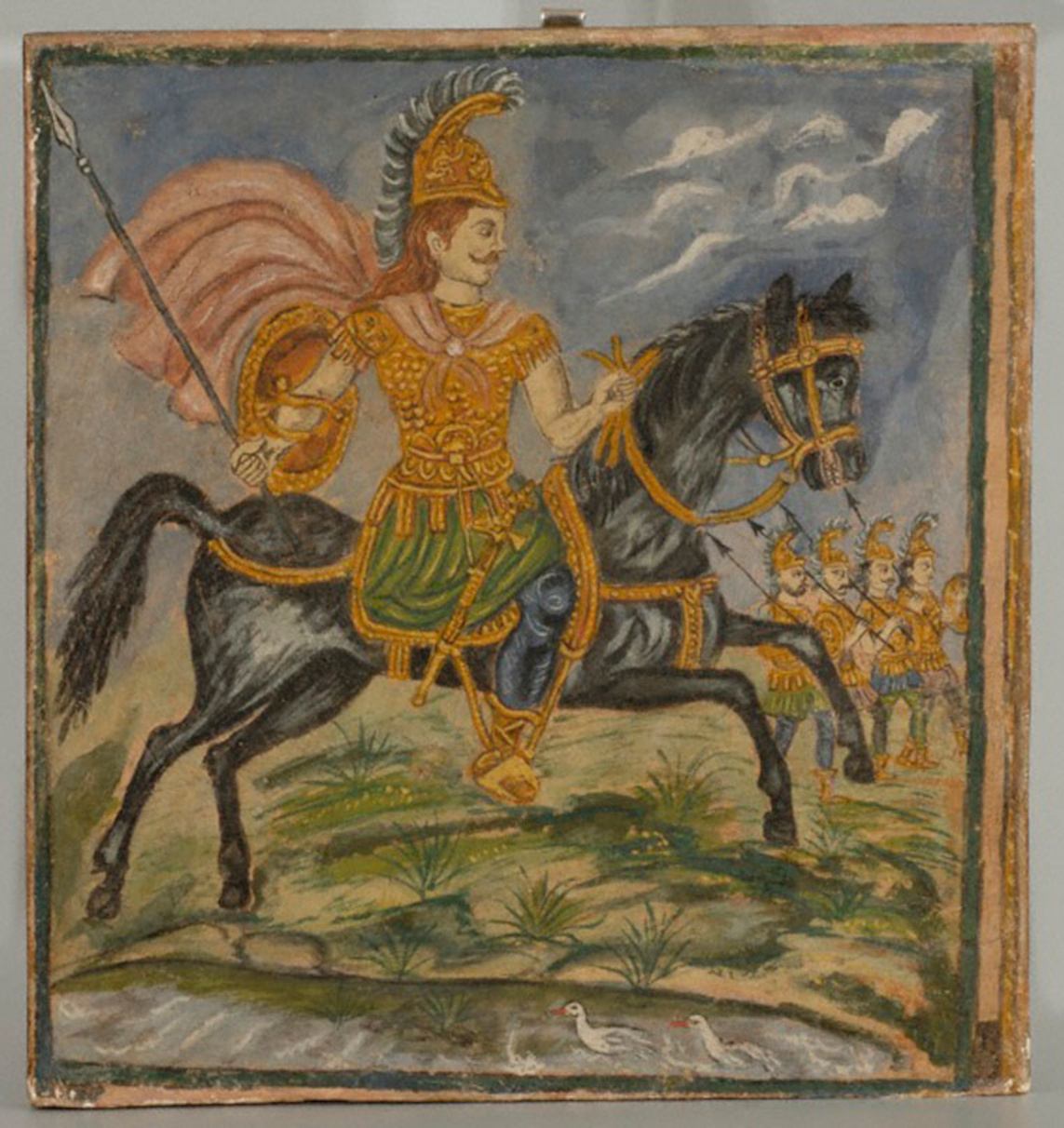
Alexandre le Grand, vers 1900.

## Film biographique
- Theofilos de Lákis Papastáthis (1987)